# Ashford Carbonell
Ashford Carbonell är en ort och civil parish (som formellt stavas Ashford Carbonel) i Storbritannien.   Den ligger i grevskapet Shropshire i riksdelen England, i den södra delen av landet, 200 km nordväst om huvudstaden London. Ashford Carbonell ligger 79 meter över havet och antalet invånare är 321.
Terrängen runt Ashford Carbonell är platt åt sydost, men åt nordväst är den kuperad. Runt Ashford Carbonell är det ganska tätbefolkat, med 93 invånare per kvadratkilometer. Närmaste större samhälle är Ludlow, 4,8 km norr om Ashford Carbonell. Trakten runt Ashford Carbonell består till största delen av jordbruksmark.